# Cai Xukun
 (août 2025).
Cai Xukun, né le 2 août 1998 à Wenzhou, plus connu sous le nom de Kun (stylisé KUN), est un auteur-compositeur-interprète, danseur et rappeur chinois.

## Biographie
Kun naît le 2 juin 1998 à Wenzhou, dans la province de Zhejiang, en Chine, mais passe une partie de son enfance à Huaihua, dans la province de Hunan avec ses grands-parents, puis grandit à Shenzhen, dans la province de Guangdong. Lorsqu'il est à l'école primaire, il participe à de nombreuses compétitions d'écriture de dissertations.
Kun est également nommé comme candidat pour l'inscription au groupe TFBoys (en), mais décide de consacrer son temps à ses études, ses parents pensant qu'il est trop jeune pour rejoindre l'industrie du divertissement. Après avoir terminé l'école primaire, il déménage à Shenzhen pour compléter son parcours au lycée secondaire expérimental Nashan.[réf. nécessaire]
Vers l'age de 16 ans, il étudie au lycée Grace Brethren, à Simi Valley, en Californie, aux États-Unis[réf. nécessaire].
Il fait ses débuts en tant que membre de SWIN et de son sous-groupe SWIN-S le 18 octobre 2016 après avoir participé à la première et la deuxième saison de l'émission de téléréalité chinoise Super Idol. Après avoir quitté le groupe, il participe à l'émission de télé-réalité d'iQiyi Idol Producer (en), terminant premier et faisant ses débuts en tant que leader et rappeur principal du groupe chinois Nine Percent (en), le 6 avril 2018,. Il est membre du casting de l'émission de 2020 à 2022.[réf. nécessaire]

## Discographie

### Albums studio
| Titre                         | Ventes en Chine  |
| ----------------------------- | ---------------- |
| 迷 - Label : Cai Xukun Studio | 3 478 860 unités |

### EP
| Titre                                        | Ventes en Chine   |
| -------------------------------------------- | ----------------- |
| 1 - Label : Yongdiaoxing Entertainment       | —                 |
| Young - Label : Jiamei Entertainment Group   | 14 583 056 unités |
| Phenomenon - Label : Cai Xukun Studio        | —                 |
| 2023 Art Lab Live - Label : Cai Xukun Studio | —                 |

### Singles
| Titre                                                     | Meilleures positions |
| Titre                                                     | Chine                |
| --------------------------------------------------------- | -------------------- |
| I Wanna Get Love - Album : —                              | —                    |
| Pull Up - Album : 1                                       | 26                   |
| Wait Wait Wait - Album : —                                | 1                    |
| 没有意外 (No Exception) - Album : —                       | 1                    |
| Bigger - Album : —                                        | 1                    |
| Hard to Get - Album : —                                   | 2                    |
| Young - Album : Young                                     | 2                    |
| 没有梦 (Dream) - Album : 限定的记忆梦 (More Than Forever) | 14                   |
| 重生 (Rebirth) - Album : —                                | 6                    |
| Home - Album : —                                          | 3                    |
| 情人 (Lover) - Album : —                                  | 1                    |
| 迷 - Album : 迷                                           | 1                    |
| 现象 (Phenomenon) - Album : Phenomenon                    | 2                    |
| 聚光灯 (Spotlight) - Album : —                            | 1                    |
| Ride or Die) - Album : —                                  | —                    |

### Autres chansons classées
| Titre                                  | Meilleures positions |
| Titre                                  | Chine                |
| -------------------------------------- | -------------------- |
| You Can Be My Girlfriend - Album : 1   | 30                   |
| It's You - Album : 1                   | 35                   |
| 蒙着眼 (Blindfolded) - Album : Young   | 1                    |
| #000FF - Album : 迷                    | 5                    |
| 默片 - Album : 迷                      | 3                    |
| 怪 - Album : 迷                        | 1                    |
| 感受她 (Feeling Her) - Album : 迷      | 1                    |
| HAHA - Album : 迷                      | 30                   |
| 梦 (Band. ver) - Album : 迷            | 33                   |
| nobody cares - Album : 迷              | 20                   |
| 爱与痛 (Outro) - Album : 迷            | 21                   |
| 标签 (Title) - Album : Phenomenon      | 29                   |
| 前言 (Intro) - Album : Phenomenon      | 86                   |
| 修行 (Narcissism) - Album : Phenomenon | 47                   |

### Collaborations
| Titre                                                                  | Meilleures positions |
| Titre                                                                  | Chine                |
| ---------------------------------------------------------------------- | -------------------- |
| 冬梦飞翔 (Flying Winter Dream) - Avec : Tong Liya et d'autres artistes | —                    |
| 重生 (Original Mix) - Avec : KSHMR                                     | 20                   |
| 山河无恙在我胸 - Avec : Tong Liya                                      | 6                    |

## Tournées et concerts
- KUN ONE Tour (2019) : San Fransisco, Los Angeles, New York City, Londres, Toronto et Vancouver.
- KUN World Tour (2023) : Macao, Hong Kong, Bangkok, Singapour et Kuala Lumpur.

## Filmographie

### Films
- 2012 : Half a Fairytale (童话二分之一) : Young Du Yu Feng
- 2012 : Police Woman Li ChunChun (女刑警李春春) : Xixi
- 2014 : Lock Me Up, Tie Him Down (完美假妻168) : Young Huo Ke

### Séries télévisées
- 2018 : I Won't Get Bullied by Girls (我才不会被女孩子欺负呢) : Ye Lin

### Émissions télévisées
- 2012 : Up Young! : Participant
- 2015 : Super Idol: Season 1 : Participant
- 2016 : Super Idol: Season 2 : Participant
- 2018 : Idol Producer : Participant
- 2019 : New Year Celebrations : Invité à jouer
- 2019 : 蔡徐坤的未完成 (Cai Xukun's Unfinished) : Présentateur
- 2020 : Idol Producer Season 2: Youth With You : Hôte
- 2020-2022 à la télévision : Keep Running : Membre de la distribution